# Молодёжная (станция МОЖД)
Молодёжная — станция Малой Октябрьской железной дороги. Была открыта совместно с южной трассой МОЖД в 2011 году.
На станции имеется 3 пути и 2 платформы. Имеется вокзал (в нём буфет, касса, туалеты, охрана, медпункт, помещения дежурных, диспетчерская, зал ожидания).
На станции летом производится ночной отстой поездов. Стоянка поездов около 40 минут, но посадка начинается только за 10 минут до отправления поезда. Во время стоянки производится маневровая работа.
Посадку осуществляют юные железнодорожники. Трассу обслуживают тепловозы ТУ10 и ТУ7А с составами «Сказка» (5 вагонов) и «Колибри» (5 вагонов). В выходные дни организуются поездки с паровозом Кп4. Время в пути до станции Царскосельская варьируется от 29 до 34 минут. Движение осуществляется в летние месяцы с четверга по воскресенье, по 7 пар поездов в день. 
Станция находится недалеко от станции метро Купчино. Проход на МОЖД осуществляется через вход в метро.
Рядом проходит Витебский проспект.
- Тепловозы ТУ10-001 и ТУ2-167 с поездами на станции

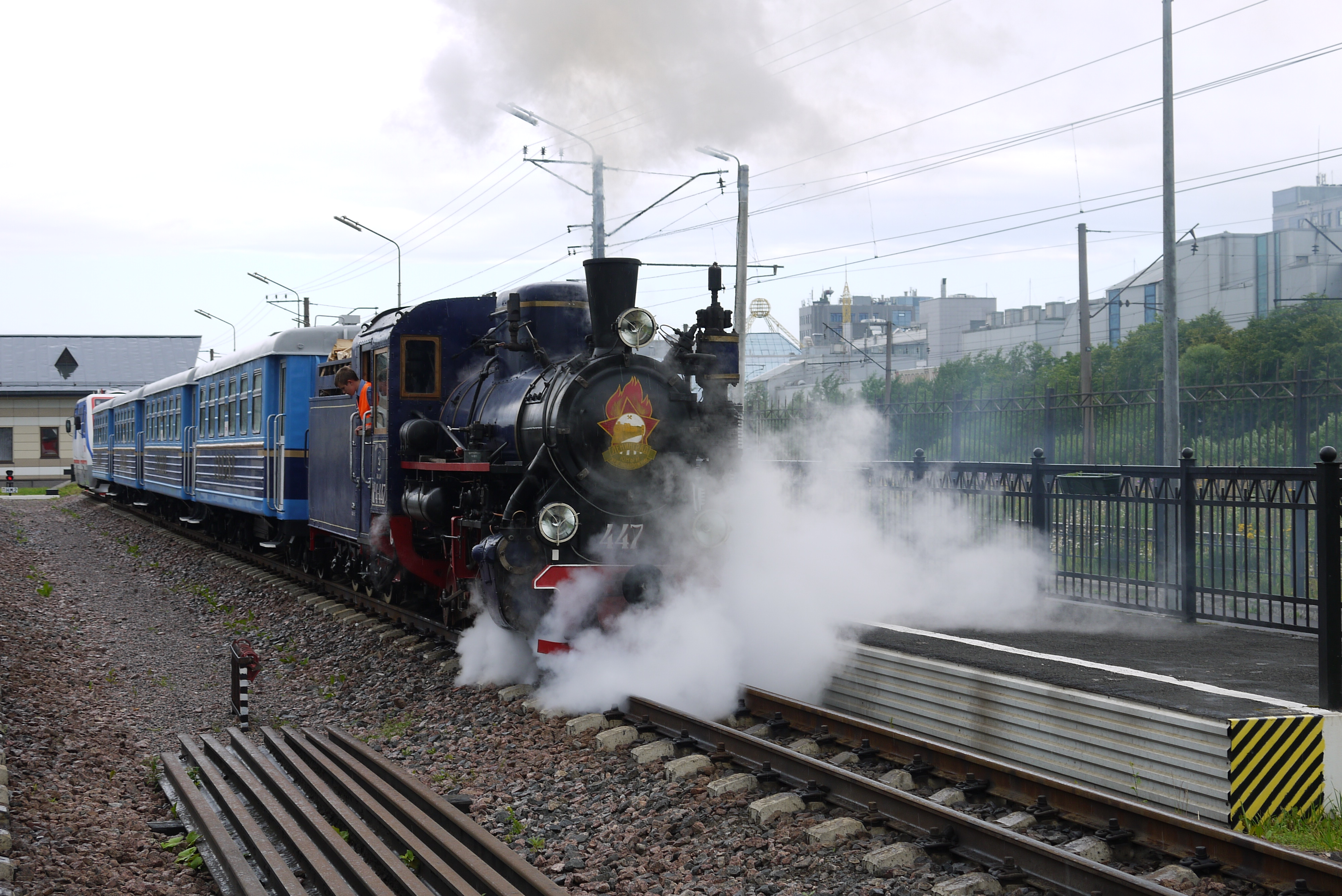
Паровоз Кп4 c поездом на станции